# Тюфтей, Александра Геннадьевна
Александра Геннадьевна Тюфтей (род. 3 октября 1986, Калинин, РСФСР) — российская актриса

 театра, кино, телевидения и озвучивания.

## Биография
Александра Геннадьевна Тюфтей родилась 3 октября 1986 года в Твери в семье адвоката и учительницы английского языка; имеет украинские корни. Училась в городской гимназии №6, занималась бальными танцами, рисованием, пела в хоре, с детства отлично владеет английским. В 2003 году окончила Московскую международную киношколу, во время обучения в которой участвовала в школьных спектаклях. В 2008 году окончила Театральный институт имени Бориса Щукина (курс Юрия Погребничко), в том же году стала актрисой театра «Около дома Станиславского».

## Личная жизнь
В 2018-2019 г.г. актриса уехала заграницу, а именно, в Англию, где и вышла замуж.
В 2020 году, во время пандемии Александа в рамках проекта Яндекса "Сказки на ночь" прочитала сказку Саши Чёрного "Красный камешек".
https://music.yandex.ru/album/10734977/track/66019462

## Роли в театре
«Театральное товарищество 814»
- «Сны Родиона Романовича» (режиссёр Павел Сафонов) — Соня Мармеладова

Дипломный спектакль
- «Сон в летнюю ночь» — Елена

Антреприза
- «8 любящих женщин» — Огюстин

Театр «Около дома Станиславского»
- «Мужчина и женщина (Советская пьеса)» — Фигуристка
- «Муми-тролль и комета» — Фрекен Снорк
- «Старый, забытый…» — Актриса
- «Странники и гусары (Прогулки фраеров)» — Макарская
- «Три сестры» — Музыкант
- «Забыть или больше не жить» (Молитва клоунов)
- «Малыш и К.»
- «Портрет…» (по романам И. А. Бунина)
- «Пять авторов, четыре отрывка»
- «Старший сын» (3-я версия)
- «Три мушкетёра»
- «Эпоха протеста» («Лёгкий поцелуй»)

## Фильмография
| Год  |     | Название                                      | Роль                             |  |
| ---- | --- | --------------------------------------------- | -------------------------------- |  |
| 2007 | с   | «Агентство «Алиби»»                           | Имя персонажа не указано         |  |
| 2008 | ф   | «Муха»                                        | Вера Мухина (Муха)               |  |
| 2008 | ф   | «Мёртвые души»                                | Вера                             |  |
| 2009 | кор | «Стокгольмский синдром»                       | Имя персонажа не указано         |  |
| 2009 | кор | «Щенок»                                       | тётя Алёши                       |  |
| 2010 | с   | «Москва. Центральный округ 3»                 | Ксана, внучка Брагина            |  |
| 2011 | с   | «Сделано в СССР»                              | Марина, дочь участкового         |  |
| 2011 | ф   | «Бездельники»                                 | Саша                             |  |
| 2011 | с   | «Измена»                                      | Люся, подруга Даши               |  |
| 2012 | с   | «Ангелы войны»                                | дочь старосты Нина               |  |
| 2012 | с   | «Дорога в пустоту»                            | Катя Белоглазова, подруга Марины |  |
| 2012 | с   | «Как выйти замуж за миллионера (мини-сериал)» | Женя Красилова                   |  |
| 2012 | с   | «В зоне риска»                                | старший лейтенант Саша Кочергина |  |
| 2012 | ф   | «Привычка расставаться»                       | Саша                             |  |
| 2012 | с   | «Как выйти замуж за миллионера 2»             | Женя, жена Денис                 |  |
| 2014 | с   | «Чужая жизнь»                                 | Имя персонажа не указано         |  |
| 2015 | с   | «Завтра»                                      | Алина Нечаева                    |  |
| 2015 | с   | «Так не бывает»                               | Маша                             |  |
| 2015 | с   | «Коготь из Мавритании»                        | Лера Жукова                      |  |
| 2015 | с   | «Москва. Центральный округ 4»                 | Ксана                            |  |
| 2017 | тф  | «Пурга»                                       | Лариса                           |  |
| 2018 | с   | «Чёрные бушлаты»                              | Маша Белая                       |  |

### Дубляж
| Год  | Фильм                        | Персонаж     | Актриса          |
| ---- | ---------------------------- | ------------ | ---------------- |
| 2010 | «Вкус ночи»                  | Лина         | Каролина Херфурт |
| 2010 | «Последнее изгнание дьявола» | Нелл Свитцер | Эшли Белл        |

## Награды
Приз за лучшую женскую роль на Таллинском кинофестивале «Тёмные ночи» (2008).